# What Are You Going to Do with Your Life?
Albums de Echo and the Bunnymen
Evergreen
(1997) Flowers
(2001)
What Are You Going to Do with Your Life? est le huitième album studio du groupe de rock britannique Echo and the Bunnymen. L'album a marqué le départ du bassiste du groupe, Les Pattinson. Il a été enregistré par le chanteur Ian McCulloch et le guitariste Will Sergeant. La musique de fond est jouée par le London Metropolitan Orchestra (en) et le groupe Fun Lovin' Criminals apparaît dans deux chansons. L'album a été produit par Alan Douglas et Echo & the Bunnymen et a été enregistré à divers endroits à travers l'Angleterre. Se sentant mis de côté durant l'enregistrement de l'album, Will Sergeant l'a décrit comme « peut-être la pire époque de toute sa vie ».
What Are You Going to Do with Your Life? est sorti en avril 1999, après la sortie du premier single de l'album, Rust, le mois précédent. Get in the Car, un autre single issu de l'album, sortira par la suite. L'album a reçu des critiques variées de la part de la presse musicale, et a été décrit comme à la fois sans défauts mais n'ayant pas de charme. Il n'a pas été aussi populaire que les albums précédents du groupe ; il n'a pas dépassé la vingt-et-unième place du UK Albums Chart, ce qui était, à cette époque, la pire performance de tous les albums de Echo and the Bunnymen.

## Genèse et enregistrement
À la suite de la sortie de l'album précédent de Echo and the Bunnymen, Evergreen (1997), et des trois singles associés, la seule production du groupe en 1998 a été la chanson Fools Like Us. Elle n'est sortie qu'au sein de la bande originale du film Martha, Frank, Daniel et Lawrence. Le chanteur du groupe, Ian McCulloch, avait écrit les paroles de la chanson officielle de l'Équipe d'Angleterre de football à la Coupe du monde 1998, qu'il a enregistré avec les Spice Girls et Ocean Colour Scene. Bien que McCulloch était très content du résultat, le morceau n'a pas rencontré le succès auprès des fans, ne dépassant la neuvième place à l'UK Singles Chart. Une chanson non officielle, Three Lions, a elle atteint la première place.
Lorsque le groupe est entré dans le studio pour enregistrer What Are You Going to Do with Your Life?, le bassiste Les Pattinson a appris que sa mère était souffrante. Ceci, avec l'impression qu'avait Pattinson que McCulloch voulait tout faire à sa façon, l'a amené à annoncer son retrait du groupe. McCulloch et le guitariste Will Sergeant étaient déterminés à faire perdurer le groupe et ont recruté des musiciens de studio. Ils ont ainsi pu enregistrer l'album. L'album a été produit par Alan Douglas et Echo & the Bunnymen et a été enregistré aux studios Doghouse à Henley-on-Thames, aux studios Parr Street Studios à Liverpool, et aux studios Olympic, studios Maida Vale et CTS à Londres.
Comme les albums précédents de Echo and the Bunnymen, le London Metropolitan Orchestra fournit le fond sonore de What Are You Going to Do with Your Life?. Le groupe américain Fun Lovin' Criminals, de hip-hop alternatif, apparaît en tant que guest musician sur deux chansons. L'importance du rôle de guitariste de Sergeant a été réduite, et il a plus tard déclaré « C'est peut-être la peut-être la pire époque de toute ma vie [...] c'était une expérience horrible. ». L'album forme un ensemble de ballades et a été décrit comme étant la suite de l'album solo de McCulloch, Candleland, sorti en 1989. Dans une interview de 2005 publiée dans le magazine Record Collector, McCulloch a déclaré que « Will [Sergeant] détestait l'album, et je peux comprendre pourquoi. Il me demandait sur quelles chansons sa guitare devait être mise en avant et je disais : « Eh bien, nulle part, elle n'a pas vraiment sa place ». ».

## Sortie et accueil
Sorti en mars 1999, Rust a été le premier single de l'album What Are You Going to Do with Your Life?. Il a atteint la vingt-deuxième place du UK Singles Chart ; le journal New Musical Express l'a nommé « single de la semaine ». L'album, sorti le 16 avril, n'a pas réussi à avoir le succès des précédents albums du groupe, n'atteignant que la vingt-et-unième place du UK Albums Chart. Get in the Car, l'une des chansons enregistrées avec Fun Lovin' Criminals, est plus tard sortie en single.
Le journaliste du NME a dit au sujet de l'album, auquel il a attribué la note de 9/10, « À aucun moment l'album ne chancelle. Il glisse avec un dynamisme beau et désinhibé. ».

## Liste des chansons
Toutes les chansons sont écrites et composées par Ian McCulloch et Will Sergeant.
| 1. | What Are You Going to Do with Your Life? | 5:11 |
| 2. | Rust                                     | 5:09 |
| 3. | Get in the Car                           | 4:21 |
| 4. | Baby Rain                                | 4:17 |
| 5. | History Chimes                           | 3:25 |
| 6. | Lost on You                              | 4:50 |
| 7. | Morning Sun                              | 4:12 |
| 8. | When It All Blows Over                   | 2:57 |
| 9. | Fools Like Us                            | 4:02 |

## Crédits
- Ian McCulloch – chant, guitare
- Will Sergeant – guitare solo
- Guy Pratt – guitare basse
- Jeremy Stacy – batterie
- Harry Morgan – percussions
- Paul Williams – choriste
- Les Pattinson – guitare basse (Fools Like Us)
- Michael Lee – percussions (Baby Rain et Morning Sun)
- London Metropolitan Orchestra – cordes frottées, bois, cuivres
- Fun Lovin' Criminals – musiciens, participation spéciale (Get in the Car et When It All Blows Over)
- Echo and the Bunnymen – producteur
- Alan Douglas – producteur, mixage, photographie (couverture)
- Mark Stent – mixage (Rust et Baby Rain)
- Nick Ingman – arrangement
- Ed Shearmur – arrangement (Fools Like Us)
- Kevin Westenburg – photographie